# لویک لومبیلا
لویک لومبیلا (انگلیسی: Loïc Lumbilla؛ زادهٔ ۱۲ مهٔ ۱۹۸۷) بازیکن فوتبال اهل فرانسه است.
از باشگاه‌هایی که در آن بازی کرده‌است می‌توان به باشگاه فوتبال اینتر میلان، باشگاه فوتبال وولفسبورگ، و باشگاه فوتبال الشعب امارات اشاره کرد.